# 中村時広
中村 時広（なかむら ときひろ、1960年〈昭和35年〉1月25日 - ）は、日本の政治家。愛媛県知事（公選第17・18・19・20代）。無所属。
松山市長（第27・28・29代）、衆議院議員（1期）、愛媛県議会議員（1期）を歴任。元松山市長の中村時雄は父。

## 来歴
愛媛県松山市生まれ。慶應義塾幼稚舎、慶應義塾普通部、慶應義塾高等学校、慶應義塾大学法学部法律学科卒業。1982年、三菱商事に入社し、燃料部に配属される。
1987年に愛媛県議会議員選挙で立候補し、初当選した。1990年に1期目の任期途中で愛媛県議を辞職し、第39回衆議院議員総選挙に旧愛媛1区（定数3）から無所属で立候補したが、得票数5位で落選した。のちに日本新党に参加して1993年の第40回衆議院議員総選挙で日本新党公認で旧愛媛1区から立候補する。日本社会党前職の宇都宮真由美に約7千票差で勝ち、得票数3位で当選した。1994年に日本新党が解党して新進党へ合流する。1996年の第41回衆議院議員総選挙で、新進党公認で愛媛1区から立候補したが、自由民主党前職の関谷勝嗣に約5千票差で敗れ、落選した。

### 松山市長

#### 1999年松山市長選
保守地盤が厚い愛媛から国政に復帰することは困難とみられていたが、市民グループや一部市議から松山市長に推す声が高まり、1999年の松山市長選挙に立候補する。3選を目指す現職の田中誠一は自民党・社民党・民主党・民社協会の各支部から支持や推薦を取り付け、オール与党体制で選挙戦を展開した。田中はかつて助役として仕えた市長の中村時雄に反旗を翻して落選に至らせ、親子二代にわたる因縁の対決とする見方もあった。
中村は単なる新人ではなく、父親が松山市長で自らも元国会議員と政治的な資産があり、「草の根保守」が強く個別の人間関係の影響が大きい愛媛の選挙戦で有利に働いた。愛媛県知事に就任したばかりの加戸守行が「一市民として」中村の支持を表明したことは、県政と市政の繋がりを重視する層や政治的関心の薄い層の間に中村の支持を広げ、県知事選の余韻が残っていたことも中村に追い風となった。田中は組織戦重視の選挙戦を展開し、町内会レベルまで支持と推薦を求め、2月の段階で800もの組織から支援を受けていた。松山は都市化の進行で組織票が弱いことから、中村が現職の田中を下して松山市長に就任した。

#### 中村市政
中村は39歳と歴代の松山市長と比べてかなり若かった。当時は今治市の越智忍、西条市の伊藤宏太郎、四国中央市の井原巧と、松山以東の市町村は中村以外にも世襲の市長が多かった。中村はオール与党体制を構築し、市長選は連続当選で3期11年間市長を務める。
中村は司馬遼太郎の小説『坂の上の雲』をモチーフに「坂の上の雲のまちづくり」を展開し、30億円かけて2007年に坂の上の雲ミュージアムを開設するも、市長主導の政策で市民の多くは無関心だったが、NHKがドラマ化したことで市民の間に認知が進んだとされる。しかし、この観光振興による地域活性化は上手くいかず、松山経済の地盤沈下は進展したと評される。
坊っちゃんスタジアムへのオールスターゲーム誘致や、フィールド・ミュージアムの考えを取り入れた。松山市役所の行政改革に取り組み、2000年に四国で初めて総合窓口を導入し、2006年にコールセンターを開設した。中村の市長在任中、松山市は四国内で1位かつ唯一の50万都市だったが、周辺に大きな都市がなく合併を重ねても人口規模拡大は現実的に困難であるため、積極拡大政策により政令指定都市を目指したり道州制導入後の州都を目指す考えは示さなかった。
2009年8月に大阪府知事（当時）の橋下徹らとともに、「首長連合」として第45回衆議院議員総選挙で民主党を支持すると表明した。同年10月30日、鳩山由紀夫内閣下で総務省顧問に就任。

### 愛媛県知事
2010年9月、愛媛県知事の加戸が任期を2ヶ月残して辞任した。それに伴う県知事選挙への立候補を表明し、10月21日に松山市議会議長に辞職願を提出した。松山市議会の会派である松山維新の会からも推薦を受けた。県知事選は加戸前知事の事実上の後継候補選挙で、自民党をはじめ県議会に議席を有する各政党から支援を受けた一方で、中村の辞職に伴う松山市長選挙で自民党愛媛県連が候補を擁立したが、中村は自身の後継候補である野志克仁を支援した。11月28日投開票の愛媛県知事・松山市長のダブル選挙で、知事選は中村が、市長選は中村が擁立した野志が当選した。これにより中村は愛媛県政と松山市政を一気に掌握した。
2012年9月2日、自身が代表を務める政治塾「えひめ志高塾」を開講した。2014年11月の県知事選挙で、自由民主党・民主党の県連の推薦、みんなの党・社会民主党の地方組織の支援を受け、県知事に再選された。2018年の県知事選挙では自民党や立憲民主党、国民民主党、公明、社民の県組織の推薦や支援を受け、新人2候補を破り3選を果たした。
2012年4月に県産品や県内企業の技術売り込みを行う組織として知事直属の「愛のくにえひめ営業推進本部」を設置。平成29年度には商談会･フェア等の開催件数が684件、参加企業が延べ5,140社、ビジネスマッチングなどで4,418件、約113億円の成約実績を上げている。
2022年11月20日執行の知事選挙では得票率90.3％の圧勝で4選を果たした。

## 人物
- 趣味は読書、スキー、バドミントン。
- 自転車文化の普及に熱心であり、「石鎚ヒルクライム」や「しまなみサイクリング」のイベント開催に尽力した。2013年のしまなみサイクリングに自身も参加し、最遠距離設定の110キロメートルコースを完走した。
- 「既存のものを壊すのが大好き」とされている。「同タイプ」の橋下徹から慕われており、中村が彼に「府県と県庁所在地の首長を同時に掌握するメリットなどを教えた」と報道されたこともある[22]。
- 筋金入りのプロレスファンでもある。2019年6月2日、DDTプロレスリングのアイテムえひめ大会において行われたアイアンマンヘビーメタル級王座選手権試合の勝利者賞目録授与のためにリングに上がったところ、王者・大石真翔が他の選手に襲撃されダウン。そこを片エビ固めで押さえこみ3カウントフォールが成立、第1368代王者となる[23]。しかし直後に男色ディーノに襲撃されギブアップを宣言、約1分で王座陥落[24][25]。

## 出演

### Web
- ハタチ〜オトナビトプロジェクト〜 （2021年1月8日[26]）